# Língua guamo
O Guamo é uma língua isolada extinta da Venezuela.

## Vocabulário
Vocabulário do Guamo (ano 1778):
| Português         | Espanhol          | Guamo                           |
| ----------------- | ----------------- | ------------------------------- |
| Deus              | Dios              | Aipit matá                      |
| pai               | padre             | jauai                           |
| mãe               | madre             | famú, jamo                      |
| filho             | hijo              | clujuapi, tufé                  |
| filha             | hija              | tuapi, tua                      |
| irmão             | hermano           | dipiâ, dipe                     |
| irmã              | hermana           | tipi, dipe                      |
| marido            | marido            | diquimi                         |
| mulher            | mujer             | diquime, ticauca                |
| moça              | doncella          | ascu murestapane                |
| moço              | mozo              | daicoraquâ, guaté               |
| menino            | niño              | chufi, choafi                   |
| homem             | hombre            | daiju, dauirco                  |
| gente             | gente             | aucherme, caserme               |
| cabeça            | cabeza            | putí, puté                      |
| cara              | cara              | cutí, taquajo fin               |
| nariz             | nariz             | fin                             |
| narinas           | narices           | auji fin                        |
| olho              | ojo               | tujua, tuaguin                  |
| sobrancelhas      | cejas             | chafuti, ascaro tuagun          |
| pestanas          | pestañas          | matatújua, dicho                |
| orelha            | oreja             | dupen                           |
| testa             | frente            | tintecuti, titicunté            |
| cabelos           | cabellos          | scará, ascaro                   |
| bochechas         | mejillas          | faquibtari                      |
| boca              | boca              | matá                            |
| garganta          | garganta          | pichê, dischufa                 |
| lábios            | labios            | dufpâ, matá                     |
| dentes            | dientes           | aufê, ufé                       |
| língua            | lengua            | dituâ                           |
| barba             | barba             | dischemata, dichimatá           |
| pescoço           | cuello            | dischufa                        |
| ombro             | hombro            | matachêa, ochepe                |
| cotovelo          | codo              | dupeju, dicho                   |
| mão               | mano              | catâne                          |
| braço             | brazo             | chê, ochepe                     |
| dedos             | dedos             | diji, dujum                     |
| unhas             | uñas              | casquiri, cascurum              |
| peito             | pecho             | cupa                            |
| ventre            | vientre           | dueju, cataju                   |
| costas            | espalda           | matatiputi, gi                  |
| pé                | pie               | catafa                          |
| joelho            | rodilla           | aquapec                         |
| coração           | corazón           | afquinantafa, tife              |
| estômago          | estómago          | catafu                          |
| sangue            | sangre            | jue, ducú                       |
| leite             | leche             | temontepaca, terau              |
| pele              | piel              | dacaju, cauté                   |
| carne             | carne             | testu                           |
| osso              | hueso             | ditancu                         |
| ouvido            | oído              | quiepen, dupen                  |
| vista             | vista             | jateique, paiquac               |
| ver               | ver               | jasii, dicho                    |
| gosto             | gusto             | muquati, guacatá                |
| olfato            | olfato            | suquagtiri, astiri              |
| cheirar           | oler              | astiri, dicho                   |
| toque             | tacto             | shape                           |
| voz               | voz               | cadse, chefé                    |
| falar             | hablar            | texê                            |
| palavra           | palabra           | cuscaisi, mitejé                |
| nomear            | nombrar           | suquampeiste                    |
| gritar            | gritar            | ducare, guacare                 |
| grito             | grito             | guacare                         |
| ruído             | ruido             | esquiêjua, esquianju            |
| uivo              | aullido           | aitê, aucatacut                 |
| chorar            | llorar            | ducatit, aitê                   |
| rir               | reír              | michista, mutista               |
| cantar            | cantar            | chejê, tefé                     |
| espirrar          | estornudar        | sam, fam                        |
| tremer            | temblar           | najasta                         |
| suspirar          | suspirar          | squanarcadjo                    |
| bocejar           | bostezar          | chuataqua, suataco              |
| silvar            | silbar            | tucquê, fue                     |
| deitar-se         | echarse           | asconjua                        |
| para (tu)         | para (tú)         | fitinfin                        |
| ir                | ir                | quantia, jera                   |
| ir (tu)           | ve (tú)           | jate                            |
| ir embora         | vete              | jeraui                          |
| dormir            | dormir            | cutum, ascutin                  |
| sonho             | sueño             | cadpe, dicho                    |
| saltar            | saltar            | scotara, auscharar              |
| ter               | tener             | quimina, chape ascaya           |
| correr            | correr            | eirura, airura                  |
| bailar            | bailar            | charâ, chife catafá             |
| mamar             | mamar             | mon, ture nume                  |
| amor              | amor              | muquali, pulgui pasca           |
| tristeza          | tristeza          | jarcadjo, quiapen sarui         |
| dor               | dolor             | parqui, parguin                 |
| trabalho          | trabajo           | turicha, fari                   |
| preguiçoso        | perezoso          | sariqui, farui figuian          |
| eu                | yo                | napi, ascaté                    |
| tu                | tu                | najâ, ascai                     |
| aquele            | aquel             | dichêra, fillaji                |
| nós               | nosotros          | napüe, ascá causerme            |
| vós               | vosotros          | napu                            |
| aqueles           | aquellos          | dicatiarque                     |
| eu sou            | yo soy            | scate, napijaí                  |
| tu és             | tú eres           | jillague ystacut                |
| ele é             | él es             | nani, tiquiante                 |
| nós somos         | nosotros somos    | scate, napilla                  |
| vós sois          | vosotros sois     | jiguian caser                   |
| eles são          | aquellos son      | napáre yerque                   |
| foi               | fue               | daqua, dan                      |
| comer             | comer             | eiquia, tuan                    |
| eu como           | yo como           | eiquiari, diquia                |
| tu comes          | tú comes          | puiquiare, diguiacta            |
| aquele come       | aquel come        | sieradaturi                     |
| beber             | beber             | mirco, dicú                     |
| tomar             | tomar             | llaju chape                     |
| sacudir (golpear) | sacudir (golpear) | pacta, aspantaca                |
| chuva             | llover            | coioradauscha, dauscha          |
| jogar             | echar             | jareram, pataca                 |
| desgarrar         | desgarrar         | escarsi, damafin miti           |
| da (tu)           | da (tú)           | da ticú                         |
| cortar            | cortar            | cotia                           |
| ocultar           | ocultar           | tetena, titascú                 |
| força             | fuerza            | quiestaquiqui, cuvi             |
| parir             | parir             | chersta, ascheracta             |
| família           | familia           | aucharme, aujui                 |
| matrimônio        | matrimonio        | spanso, dispansu                |
| viúva             | viuda             | arecu, ujiruri                  |
| viver             | vivir             | jurin                           |
| vida              | vida              | ascujirura                      |
| estatura          | estatura          | pumafi                          |
| alma              | alma              | catapiu                         |
| morrer            | morir             | tugri, jurirá                   |
| morte             | muerte            | jurirá                          |
| velho             | viejo             | vise, daurisi                   |
| jovem             | joven             | chusi, augua                    |
| dar               | dar               | dá                              |
| grande            | grande            | daijó                           |
| pequeno           | pequeño           | guasta                          |
| alto              | alto              | ascotin, pumafi                 |
| baixo             | bajo              | quiesascon, chijumata           |
| frio              | frío              | tauchista                       |
| quente            | caliente          | cayua                           |
| são               | sano              | pulgui                          |
| bom               | bueno             | purqui                          |
| malvado           | malvado           | chafafiguia                     |
| capaz             | capaz             | murestafiguian                  |
| agudo             | agudo             | gomata                          |
| redondo           | redondo           | cheta                           |
| ligeiro           | ligero            | aunquitera                      |
| pesado            | pesado            | quiestaman, maquiestaquê, cuerá |
| forte             | fuerte            | parguin                         |
| delgado           | delgado           | quiestaquasta, gastaui          |
| grosso            | grueso            | quiestapi, aspije               |
| amplo             | ancho             | piegta                          |
| presto            | presto            | squatira, ascate ará            |
| branco            | blanco            | cajirian, custára               |
| preto             | negro             | disiacú, disau                  |
| encarnado         | encarnado         | aisio, daisui                   |
| verde             | verde             | aufui, cupe                     |
| azul              | azul              | daupe                           |
| sol               | sol               | tign, matatin                   |
| lua               | luna              | pactes                          |
| estrela           | estrella          | tac                             |
| céu               | cielo             | tign, ducunti                   |
| neblina           | niebla            | suapicia, faralla               |
| nuvem             | nube              | dauscha, sauxe dacuchanan       |
| arco-íris         | arco iris         | cascóron                        |
| raio              | rayo              | paruaraucha                     |
| ar                | aire              | tacsco                          |
| vento             | viento            | tascú, dicho                    |
| furacão           | huracán           | tascú                           |
| vapor             | vapor             | caguatansi                      |
| orvalho           | rocío             | taguetascanjua                  |
| trovão            | trueno            | daucha, paro adaucha            |
| relâmpago         | relámpago         | aysi ura tigua                  |
| frio              | frío              | tauchista                       |
| geada             | helada            | dicho                           |
| gelo              | hielo             | dicho                           |
| fogo              | fuego             | cujue                           |
| lume              | lumbre            | tia                             |
| sombra            | sombra            | chuanta                         |
| sombrio           | sombrío           | chontá, dicho                   |
| dia               | día               | garu, jaro                      |
| noite             | noche             | chona, chiuna                   |
| manhã             | mañana            | sajaru, fajaro                  |
| tarde             | tarde             | chuna                           |
| verão             | verano            | dacá                            |
| inverno           | hibierno          | daucha                          |
| semana            | semana            | misa                            |
| ano               | año               | nujua                           |
| tempo             | tiempo            | nujua                           |
| terra             | tierra            | taumchê, tansie                 |
| água              | agua              | cum                             |
| mar               | mar               | duque, ricum                    |
| rio               | río               | duque, duaguix                  |
| lago              | lago              | jum                             |
| ondas             | olas              | dichotá, dischuta               |
| ilhas             | islas             | cutiduque, matafi               |
| areia             | arena             | agspi, ispú                     |
| pó                | polvo             | ducug, ducumtanesi              |
| lodo              | cieno             | farotansi                       |
| montanha          | montaña           | discu, piriscu                  |
| profundidade      | profundidad       | pefu                            |
| altura            | altura            | coti                            |
| largura           | anchura           | pix                             |
| buraco            | agujero           | si, fitintansi                  |
| caverna           | cueva             | sin                             |
| pedra             | piedra            | canjiú, dacanjue                |
| prata             | plata             | tugti, tiné                     |
| cobre             | cobre             | taupé                           |
| ferro             | hierro            | chaparari, chutatueno           |
| lata              | estaño            | catarafú                        |
| chumbo            | plomo             | dicho                           |
| sal               | sal               | tig                             |
| cal               | cal               | teutate canjui                  |
| veneno            | veneno            | discú, taxtú                    |
| erva              | yerba             | scanjua, ascanjue               |
| árvore            | árbol             | disycu, discu                   |
| lenha             | leña              | discuy, matariscu               |
| pau (raiz)        | palo (raíz)       | discú, dicha cataruscu          |
| tronco            | tronco            | pichericu                       |
| casca             | corteza           | cajuriscú                       |
| ramo              | rama              | aspejan                         |
| folha             | hoja              | estejan, tercundiscun           |
| flor              | flor              | quamastastajan                  |
| fruta             | fruta             | jejan, chara                    |
| semente           | semilla           | simijan, chifitaum              |
| cebola            | cebolla           | dauscu, chapachin               |
| campo             | campo             | maq, pixmatá                    |
| semear            | sembrar           | tajon, taum                     |
| peixe             | pescado           | dacuay, dupaque                 |
| caranguejo        | cangrejo          | chause                          |
| serpente          | serpiente         | chuen                           |
| rã                | rana              | jupi, pupi                      |
| lagarta           | gusano            | duestu, duxtú                   |
| mosca             | mosca             | timi                            |
| mosquito          | mosquito          | dacoiomta, turive               |
| formiga           | hormiga           | tuse, dacantu                   |
| aranha            | araña             | caipa, callaapa                 |
| abelha            | abeja             | pane                            |
| mel               | miel              | pane, cuncatapane               |
| boi               | buey              | guei, pacá                      |
| vaca              | vaca              | paca, dicho                     |
| bezerro           | ternera           | tuajan, tuate paca              |
| chifre            | cuerno            | aucaju, guacao                  |
| cavalo            | caballo           | cama                            |
| asno              | asno              | mura                            |
| porco             | cerdo             | puiti                           |
| cão               | perro             | gaurig, jaure                   |
| gato              | gato              | michi                           |
| leão              | león              | asturi dacamtue, dion           |
| urso              | oso               | jarcuri                         |
| lobo              | lobo              | catapenx                        |
| raposa            | zorra             | dacob, ducu                     |
| lebre             | liebre            | catapeux                        |
| rato              | ratón             | sá, fá                          |
| galinha           | gallina           | quacarpa, carpa                 |
| galo              | gallo             | quacarpa, dauircucarpa          |
| pato              | pato              | pes, aspejú                     |
| pombo             | pichón            | cuipu, taguantá capú            |
| águia             | águila            | taquipe ausqueri                |
| pássaro           | pájaro            | camquie, camuguir               |
| andorinha         | golondrina        | tacatirjue                      |
| pluma             | pluma             | quiastaján                      |
| ovo               | huevo             | tinue                           |
| ninho             | nido              | tajú, tajuer                    |
| pastor            | pastor            | acagta, axfanta paca            |
| casa              | casa              | danga, danxa                    |
| cabana, choça     | choza             | taquatan daxjá                  |
| tenda             | tienda            | matafué                         |
| porta             | puerta            | matafué, mataranja              |
| cidade            | ciudad            | dino, chufae                    |
| medida            | medida            | spetajan                        |
| escrever          | escribir          | chuanejo, dichuane catani       |
| faca, cutelo      | cuchillo          | choy, chu                       |
| mesa              | mesa              | mesa                            |
| banco             | banco             | scanajuc, chiscú                |
| navio             | navío             | cao                             |
| vestido           | vestido           | spaqui                          |
| meia              | media             | scanaquisi, ascanoguafi         |
| sapato            | zapato            | chicatasi, ascanomatafi         |
| gorro             | gorro             | ascanotefi                      |
| faixa             | faja              | squiesco                        |
| seda              | seda              | amdari                          |
| algodão           | algodón           | tamdari, andare                 |
| comida            | comida            | datuam                          |
| cru               | crudo             | daisio                          |
| cozer             | cocer             | quinejua, esquino               |
| vinho             | vino              | cumg catatesaqua                |
| manteiga          | manteca           | augstari, ustari                |
| pão               | pan               | pan                             |
| dinheiro          | dinero            | daugquin, tif                   |
| ladrão            | ladrón            | gitascu, titascu                |
| guarda            | guardia           | dajacasta                       |
| guerra            | guerra            | duematú                         |
| soldado           | soldado           | dapacaute, fundá                |
| lança             | lanza             | taumtariscu, jujon              |
| senhor            | señor             | guei, guai                      |
| rei               | rey               | rei                             |
| se                | si                | aja, cumista                    |
| não               | no                | ugi, guasi                      |
| perto             | cerca             | tista, ascocam, tistá           |
| longe             | lejos             | gitára, titate                  |
| aqui              | aquí              | nam                             |
| lá                | allá              | tigua, ticoa                    |
| hoje              | hoy               | garucan                         |
| como              | como              | mi cugte                        |
| que               | qué               | micú                            |
| quem              | quien             | virgquian                       |
| com quem          | con quien         | dapurasquaña                    |
| baixo             | bajo              | danjuana, pefu                  |
| número            | número            | quete                           |
| um                | uno               | tagstar, tagstame               |
| dois              | dos               | quete, diquiampa                |
| três              | tres              | curumqutin, cacute              |
| quatro            | cuatro            | sidasquin, fixguante            |
| cinco             | cinco             | tamanane                        |
| mil               | mil               | taugui                          |
| amanhã            | mañana            | sagarû                          |
| ontem             | ayer              | garusue                         |